# Maurizio Sarri
Maurizio Sarri (født 10. januar 1959) er en italiensk fodboldtræner, som er træner for Serie A-klubben Lazio.

## Karriere

### Tidlige karriere
Sarri havde forsøgt sig som fodboldspiller, men spillede aldrig på højere end amatørniveau, og måtte stoppe sin karriere som resultat af skadeproblemer. Han begyndte herefter at arbejde som træner for en række amatørhold dybt i de italienske rækker, hvilke han gjorde ved siden af sit fuldtidsarbejde, hvilke var i en bank. Hans første klub var Sita i den ottendebedste italienske række, og han arbejdede sig herefter op i divisionerne over de næste år. Det var først i 1999, efter han var blevet hyret af Tegoleto i den femtebedste række, at Sarri valgte at stoppe med sit job i banken i fokusere på fodbold på fuldtid.
Sarri blev i 2003 hyret af Serie C-klubben Sangiovannese, hvilke var hans først job i en professionel række. Han imponerede her, og blev hyret af Serie B-klubben Pescara i juli 2005. Han tilbragte de næste år med en række korte ophold hos forskellige klubber i Serie B og C.

### Empoli
Sarri blev i juni 2012 hyret af endnu en Serie B-klub i form af Empoli. I hans anden sæson med klubben ledte han dem til at slutte på andenpladsen, og de rykkede hermed op i Serie A, hvilke var første gang i Sarris karriere han blev træner i den bedste række. Han ledte klubben til 15. pladsen i sin første Serie A-sæson, hvilke var nok til at overleve i rækken.

### Napoli
Sarri skiftede i juni 2015 til Napoli. Han imponerede i sin debutsæson med klubben, da han ledte dem til at slutte på andenpladsen. Klubben fortsatte den gode form i 2016-17 sæsonen, og selvom de sluttede en position dårligere på tredjepladsen, så blev Sarri stadig kåret som årets træner i Serie A.
Napoli tog skridtet op i 2017-18 sæsonen, og efter en fantastisk start på sæsonen, så var de på førstepladsen langt inde i sæsonen. De kunne dog ikke holde farten, og efter række dårlige resultater i de sidste kampe, så endte de på andenpladsen. Ved sæsonens udgang blev det annonceret, at Sarri forlod klubben.

### Chelsea
Sarri blev i juli 2018 hyret af Chelsea. Hans ene sæson med klubben huskes nok bedst for en episode under EFL Cup-finalen imod Manchester City. Kampen stod 0-0, og var på vej til straffesparkskonkurrence. Sarri valgte her at lave en udskiftning af målmand Kepa Arrizabalaga til fordel for reservemålmand Willy Caballero, eftersom at Caballero var kendt som en dygtig målmand til at redde straffespark. Kepa nægtede dog at blive udskiftet, og forblev i målet under straffesparkskonkurrencen, som Chelsea tabte. Sarri og Kepa forklarede herefter, at der var tale om en misforståelse i form af Sarri havde troet at Kepa havde krampe, og som resultat ikke kunne fortsætte.
Han ledte Chelsea til Europa League-finalen, og sejrede her 4-1 over lokalrivaler Arsenal. Han vandt hermed det første trofæ i sin trænerkarriere. Han valgte dog ved sæsonens udgang at forlade Chelsea for at vende tilbage til Italien.

### Juventus
Sarri tog jobbet som Juventus træner i juni 2019. Han var med til at vinde mestreskabet i 2019-20 sæsonen, men Juventus valgte alligevel at fyre ham ved sæsonens udgang efter skuffende resultater i andre tuneringer.

### Lazio
Sarri blev i juni 2021 hyret af Lazio. Han blev i rollen frem til marts 2024, hvor han sagde op.
Et år efter at han havde forladt klubben, så blev Sarri genansat af Lazio i juni 2025 efter at klubben havde fyret Marco Baroni.